# Francisco Cámera
Francisco Cámera (1 stycznia 1944) – piłkarz urugwajski, obrońca.
Jako piłkarz klubu CA Bella Vista wziął udział wraz z reprezentacją Urugwaju w finałach mistrzostw świata w 1970 roku, gdzie Urugwaj zdobył miano czwartej drużyny świata. Cámera nie wystąpił w żadnym ze spotkań.
Nigdy nie wziął udziału w turnieju Copa América.